# Marzio Bruseghin
 Marzio Bruseghin  (* 15. června 1974 Conegliano) je italský profesionální cyklista.
Marzio vstoupil mezi profesionály v roce 1997 v týmu Brescialat, kde zůstal i v následující sezóně. Důležitým krokem v kariéře byl vstup do španělského týmu Banesto, který pro něj znamenal velkou školu a v týmu zůstal celkem čtyři roky.
Další kroky vedly zpět do Itálie. Formace Fassa Bartolo s kapitánem Alessandrem Petacchim mu umožnila start na Giro d'Italia a i když jeho úkolem bylo zachytávat úniky pro Petacchiho, skončil na devátém místě v celkové klasifikaci.
V roce 2006 vstoupil do formace Lampre a stal se mistrem Itálie v časovce jednotlivců. Druhého vítězství se dočkal v roce 2007, když zvítězil ve 13. etapě Giro d'Italia.

## Nejlepší výsledky

### 2002
- 8. místo – Critérium du Dauphiné Libéré
- 7. místo – Mistrovství Itálie – časovka

### 2003
- 2. místo – 21. etapa Giro d'Italia
- 4. místo – 4. etapa Giro del Trentino

### 2004
- 4. místo – 13. etapa Giro d'Italia
- 6. místo – prolog Giro d'Italia
- 6. místo – Mistrovství Itálie – časovka
- 6. místo – Mistrovství světa – časovka
- 6. místo – Giro di Lombardia

### 2005
- 2. místo - 5. etapa Giro d'Italia
- 2. místo – Mistrovství Itálie – časovka
- 4. místo - 8. etapa Giro d'Italia
- 12. místo - Mistrovství Itálie
- 14. místo – Mistrovství světa – časovka

### 2006
- 1. místo – Mistrovství Itálie – časovka
- 2. místo - 18. etapa Giro d'Italia
- 6. místo – Kolem Německa
- 9. místo – Kolem Polska

### 2007
- 1. místo – 13. etapa Giro d'Italia

## Umístění na velkých tour

### Tour de France
- Tour de France 2002 : 47. místo
- Tour de France 2003 : 66. místo
- Tour de France 2004 : 68. místo
- Tour de France 2006 : 20. místo

### Giro d'Italia
- Giro d'Italia 2003 : 21. místo
- Giro d'Italia 2004 : 58. místo
- Giro d'Italia 2005 : 9. místo
- Giro d'Italia 2006 : 25. místo
- Giro d'Italia 2007 : 8. místo